# Resurrection (musikalbum av Common)
Resurrection är hiphopartisten Commons (då kallad Common Sense) andra studioalbum som släpptes 25 oktober 1994 av Relativity Records. Låten "I Used to Love H.E.R." har ansetts vara en av de bästa hiphoplåtarna genom tiderna och har även utsetts till att vara den allra bästa.

## Låtlista
1. "Resurrection" – 3:48
2. "I Used to Love H.E.R." – 4:39
3. "Watermelon" – 2:39
4. "Book of Life" – 5:06
5. "In My Own World (Check the Method)" – 3:33
6. "Another Wasted Nite With..." – 1:03
7. "Nuthin' to Do" – 5:20
8. "Communism" – 2:17
9. "WMOE" – 0:34
10. "This Is Me" – 4:55
11. "Orange Pineapple Juice" – 3:28
12. "Chapter 13 (Rich Man vs. Poor Man)" – 5:24
13. "Maintaining" – 3:50
14. "Sum Shit I Wrote" – 4:31
15. "Pop's Rap" – 3:22